# مدركة (قرية)
مدركة قرية سعودية، ومركز في محافظة الجموم بمنطقة مكة المكرمة. تقع في شمال شرق مكة المكرمة بمسافة تقارب (85) كم.